# Oblinghem
Oblinghem är en kommun i departementet Pas-de-Calais i regionen Hauts-de-France i norra Frankrike. Kommunen ligger i kantonen Béthune-Nord som tillhör arrondissementet Béthune. År 2022 hade Oblinghem 384 invånare.

## Befolkningsutveckling
Antalet invånare i kommunen Oblinghem
| Referens: INSEE |